# Brauerei Hackert

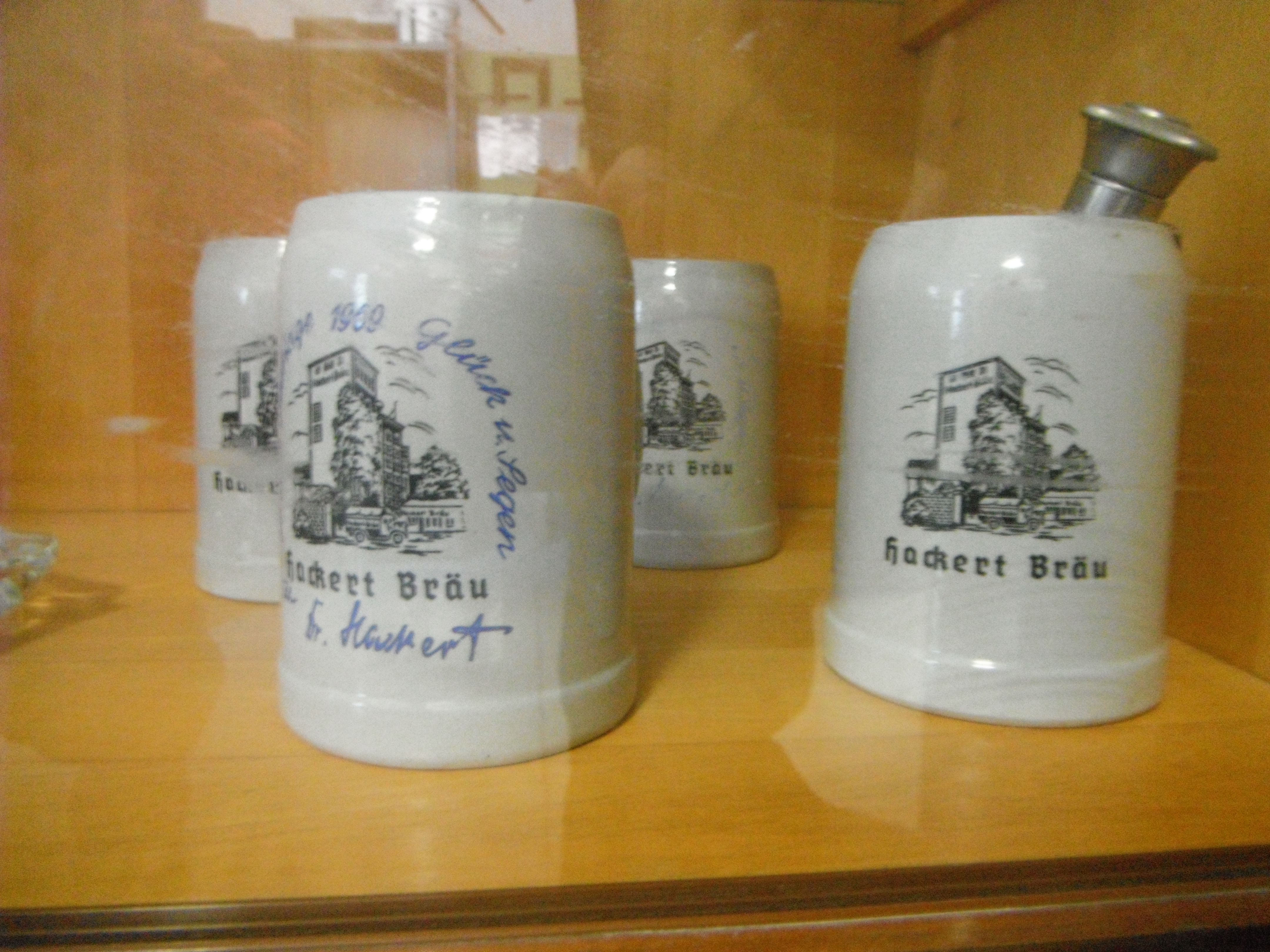
Bierkrüge der Brauerei Hackert

Die Brauerei Hackert war eine Brauerei in Westerholt, heute Herten. Sie bestand bis 1971. Die Brauerei stellte, für das Ruhrgebiet ziemlich untypisch, vor allem ein obergäriges Bier her; das Hackert-Bräu war ein Altbier. Zum Programm zählten auch Pils, Exportbier, Bockbier und Malzbier. Zu den Werbeslogans des Unternehmens zählte „Hackert Biere weit und breit bekannt durch die Bekömmlichkeit.“ Hackert entstand als Zweigstelle 1904 vom gleichnamigen Betrieb in Wanne. Erst stellte man Eis und Schaps her, ab 1933 entstand die Altbier-Brauerei. Die Brauerei zählte zu den wichtigsten Arbeitgebern in Westerholt. Das Gebäude mit seinem Brauereiturm wurde 1972 abgerissen.